# NK Dragalić
NK Dragalić je nogometni klub iz sela Dragalića u Brodsko-posavskoj županiji.

## Povijest
Još davne 1938. i 1939., svirajući tambure i čuvajući krave na pašnjaku zvanom "Bejakovac" u Dragaliću se počeo igrati nogomet. Među prvima su bili Alojz Kvočić, Stanislav Kvočić, Josip Krajačić, Đuka Samson i drugi...
Nakon nekoliko godina Ivan Ribarić daruje zemljište zvano "Dudnjak", a marljivi mladići ga uredili, srušili dudove i pripremili za nogomet.
Na inicijativu Mirka Marjanovića, 1947. održava se inicijativni sastanak nekolicine entuzijasta na kojem se osniva Nogometni klub "Mladost". Mirko Marjanović je izabran za predsjednika, Mile Galović za tajnika, a za blagajnika je izabran Milan Petti.
Od tadašnjih članova kluba i igrača treba spomenuti i ove: Matija Petričević, Franjo Hila, Štefo Medunić, Milutin Galović, Ilija Dubravec, Milan Grmuša, Slavko Laktašić, Matija Filipović, Ivan Medunić, Mijo Ribarić, Ivica Kuhar, Ivo Moravčik-Šefer, Josip Kvočić, Štefa Marjanović, Štefa Petričević, Franjo Štiner, Vlado Štiner, itd...
Godine 1950. NK "Mladost" se natječe u prvenstvu tadašnjeg kotara, a vrijedno je istaći prijateljsku nogometnu utakmicu s prvoligašem NK Hajduk, koji su bili tada u posjeti graditeljima autoceste Zagreb - Beograd (današnja Autocesta A3) u kampu kod Dragalića.
Godine 1972. zbog političkih pritisaka NK "Mladost" mijenja ime u NK "Jedinstvo", koje zadržava sve do Domovinskog rata, 1990.
U sezoni 1972./1973. klub je registriran u Nogometnom središtu Nova Gradiška, a od 1974. do 1979. klub se natječe u jakoj općinskoj ligi.
Treba istaći i gostovanje kluba u Njemačkoj na međunarodnom turniru, kao i uzvratni turnir u Dragaliću 1980. gdje su sudjelovali klubovi "Diag" Berlin, "Sloga" Nova Gradiška, "SRSK" Smrtić i "Jedinstvo" Dragalić. 
Početkom srpske agresije na Hrvatsku, 1990., klub prestaje djelovati. Selo je iseljeno, većinom u okolicu Nove Gradiške, da bi nakon povratka u rodno selo i nakon normalizacije života, klub bio reaktiviran 2002. pod nazivom Nogometni klub "Dragalić".